# 팜팀
팜팀(Farm team) 혹은 팜 시스템 (Farm system)은 프로스포츠에서 사용되는 용어이다. 주로 야구, 농구, 축구, 미식축구 등 미국 프로스포츠에서 많이 사용하며 예를 들면 메이저 리그 베이스볼 소속 구단과 제휴를 맺고 위성구단 역할을 하는 마이너 리그 베이스볼 팀들과 이렇게 선수들을 공급하는 시스템을 의미하며 유스 시스템과 일맥상통한다.

## 같이 보기
- 유스 시스템
- 2군